# Зірочка Кліні
В математичній логіці та інформатиці, зірка Кліні (або оператор Кліні, або замикання Кліні) це унарна операція, або на множинах рядків або на множинах символів або букв. Застосування зірки Кліні до множини V записується як V*. Це широко використовується в регулярних виразах, в контексті яких вони були введені Стівеном Кліні для описання деяких автоматів.
1. Якщо V це набір рядків, тоді V* визначається як найменша надмножина V, яка містить λ (порожній рядок) і є замиканням для операції конкатенації рядків. Ця множина також може бути описана як множина рядків, які можуть бути утворені конкатенацією нуля або більшої кількістю рядків з V.
2. Якщо V це набір символів або букв, тоді V* це множина всіх рядків над символами з V, включно з порожнім рядком.[1]

## Визначення і запис
Дано
{\displaystyle V_{0}=\{\lambda \}\,}
рекурсивно визначимо множину
{\displaystyle V_{i+1}=\{wv\mid w\in V_{i}{\mbox{ and }}v\in V\}\,} де {\displaystyle i\geq 0\,.}
Якщо {\displaystyle V} — формальна мова, тоді {\displaystyle V_{i}}, i-й ступінь множини {\displaystyle V}, це умовний запис для конкатенації множин {\displaystyle V} із собою i разів. Тобто, {\displaystyle V_{i}} можна розуміти як множину всіх рядків, що можуть бути представлені як конкатенація i рядків з {\displaystyle V}. 
Визначенням зірки Кліні на {\displaystyle V} є
{\displaystyle V^{*}=\bigcup _{i\in \mathbb {N} }V_{i}=\left\{\lambda \right\}\cup V_{1}\cup V_{2}\cup V_{3}\cup \ldots .}
Тобто, це набір всіх можливих рядків скінченної довжини утворених з символів з {\displaystyle V}.
В деяких дослідженнях формальних мов, використовується різновид операції Кліні званий плюс Кліні. Плюс Кліні упускає[уточнити] терм {\displaystyle V_{0}} в попередньому об'єднанні. Іншими словами, плюс {\displaystyle V} це {\displaystyle V^{+}=\bigcup _{i\in \mathbb {N} \setminus \{0\}}\!\!\!\!V_{i}=V_{1}\cup V_{2}\cup V_{3}\cup \ldots .}
Додатково, зірка Кліні використовується в теорії оптимальності.

## Приклади
Приклад зірки Кліні застосованої до множини рядків:
{"ab", "c"}* = {λ, "ab", "c", "abab", "abc", "cab", "cc", "ababab", "ababc", "abcab", "abcc", "cabab", "cabc", "ccab", "ccc", ...}.
Приклад зірки Кліні застосованої до множини букв:
{'a', 'b', 'c'}* = {λ, "a", "b", "c", "aa", "ab", "ac", "ba", "bb", "bc", "ca", "cb", "cc", ...}.
Приклад зірки Кліні застосованої до порожньої множини:
{\displaystyle \varnothing ^{*}=\{\lambda \}.}
Приклад плюса Кліні застосованого до порожньої множини:
{\displaystyle \varnothing ^{+}=\varnothing \varnothing ^{*}=\{\}=\varnothing .}
Зауважимо, що для кожної множини L, {\displaystyle L^{+}} дорівнює конкатенації L з {\displaystyle L^{*}}. І навпаки, {\displaystyle L^{*}} можна записати як {\displaystyle \{\lambda \}\cup L^{+}}. Оператори {\displaystyle L^{+}} і {\displaystyle L^{*}} описують одну множину тоді і тільки тоді, якщо множина L містить порожнє слово.

## Узагальнення
Рядки утворюють моноїд з конкатенацією як бінарною операцією і нейтральним елементом λ. Зірка Кліні визначена для будь-якого моноїда, не тільки рядків. Більш точно, нехай {\displaystyle (M,\cdot )} це моноїд, і {\displaystyle S\subseteq M}. Тоді {\displaystyle S^{*}} — найменший моноїд {\displaystyle M}, що містить {\displaystyle S} ; такий, що {\displaystyle S^{*}} містить нейтральний елемент з {\displaystyle M}, множину {\displaystyle S}, і такий, що якщо {\displaystyle x,y\in S^{*}}, тоді {\displaystyle x\cdot y\in S^{*}}.